# Vitikkavuori
Vitikkavuori är en kulle i Finland. Den ligger i Fredrikshamn och landskapet Kymmenedalen, i den södra delen av landet, 140 km öster om huvudstaden Helsingfors. Toppen på Vitikkavuori är 18 meter över havet.
Terrängen runt Vitikkavuori är mycket platt. Havet är nära Vitikkavuori åt sydväst.  Närmaste större samhälle är Fredrikshamn, 8,8 km nordväst om Vitikkavuori. 